# Галицкие походы Всеволода Ольговича
Походы Всеволода Ольговича в Галицкое княжество (1144, 1146) были предприняты силами нескольких княжеств с целью приведения Владимира Володаревича галицкого к присяге, но окончились получением откупа и возвратом 2 галицких городов. В первом походе Ольговичи отступили под обещание помощи галичан Игорю Ольговичу в занятии Киева по смерти Всеволода. Однако уже в 1144 году Всеволод принял под своё покровительство изгнанного из Галицкого княжества Ивана Берладника, после чего провёл второй поход, также не имевший серьёзных результатов.

## История
В 1139 году Владимир Володаревич (в то время перемышльский) вместе с двоюродным братом Иваном Васильковичем галицким, женатым на дочери Всеволода Ольговича, поддержали претензии того на Киев с целью разрушить гегемонию Мономаховичей. В 1140 году умер Иван Василькович, и Владимир Володаревич объединил княжество, избрав столицей Галич. В то же время Всеволод, заняв киевский престол, продолжил политику своих предшественников, в том числе и попытки подчинить Галицкое княжество. В 1144 году произошёл разрыв союзнических отношений между Владимиром и Всеволодом. Летопись не уточняет причину разрыва, но ей мог стать захват Всеволодом пограничных галицких городов Ушицы и Микулина.

### 1144 год
Союзники вторглись в Галицкое княжество, Владимир вышел с войском под Звенигород, противников разделяла река Белка. Союзники перешли её и заняли возвышенности в тылу галицкого войска, из-за чего в нём возникли опасения, что союзники пройдут и дальше, к беззащитным Галичу и Перемышлю.
Тогда Владимир послал гонцов к Игорю Ольговичу и договорился с ним о сделке: после смерти Всеволода Владимир поддержал бы претензии Игоря на Киев в обмен на отвод войск. План удался, Всеволод даже вернул Владимиру Ушицу и Микулин. Однако, в том же году зимой (1144/45) в Галицком княжестве возник мятеж.

### События между походами
Звенигородский князь Иван Ростиславич, племянник Владимира, был приглашён галичанами на княжение во время отъезда Владимира на охоту в район Тисмянича. Владимир, узнав об этом, собрал войско и осадил город. Иван во время одной из вылазок не смог вернуться в город и бежал на Дунай, а оттуда к Всеволоду в Киев, но и после этого галичане сражались с Владимиром ещё неделю. Затем Владимир взял город и казнил многих мятежников. После отказа от прямого военного вмешательства и неудачи захвата власти в Галиче союзником Всеволода тот снова открыто выступил против Владимира в 1146 году.

### 1146 год
В Киеве был оставлен Святослав Ольгович, и войско союзников двинулось на Галич. В походе войска испытывали трудности из-за снега с дождём (была ранняя весна). Владимир Володаревич не вывел войска в поле для генерального сражения и не попытался воспользоваться тем, что разные части противника наступали с разных направлений, для навязывания им сражений по отдельности.
В первый день осады союзники сожгли острог, на второй день звенигородцы созвали вече. Глава галицкого гарнизона, увидев, что вече готово принять решение сдать город, применил силу: убил 3 звенигородцев, часть выгнал из города, после чего звенигородцы стали обороняться без лести. На третий день с раннего утра до позднего вечера осаждающие штурмовали город, смогли зажечь его в 3-х местах, но обороняющимся удалось погасить пожары.
После неудачного штурма союзники покинули галицкие пределы. Всеволод Ольгович, вернувшись в Киев, разболелся и вскоре умер (1 августа), завещав киевский престол вопреки воле киевлян своему брату Игорю. После его свержения и убийства (1147) галичане поддерживали союз Святослава Ольговича с Юрием Долгоруким против Изяслава Мстиславича.